# Labializace
Labializace je způsob obměny výslovnosti hlásek, které se vysloví se zaokrouhlenými rty (lat. labium = ret).
Při přepisu výslovnosti se v mezinárodní fonetické abecedě označuje horním indexem [ʷ] za příslušným symbolem, např. [kʷ].
V češtině jsou labializovány hlásky š, ž, č, dž a ř.